# Synodites humeralis
Synodites humeralis là một loài tò vò trong họ Ichneumonidae.